# Kim Kum-hyok
Kim Kum-hyok (ur. 1998) – północnokoreański zapaśnik walczący w stylu wolnym. Brązowy medalista mistrzostw Azji w 2024. Wygrał mistrzostwa Azji kadetów w 2013 i drugi w 2015 roku.